# Helmut Köglberger
Helmut Köglberger, dit Heli Köglberger (né le 12 janvier 1946 à Steyr en Autriche et mort le 23 septembre 2018) est un joueur de football autrichien, devenu, par la suite, entraîneur.

## Palmarès
- Meilleur buteur du championnat d'Autriche : 1969, 1975.
- Vainqueur du championnat d'Autriche : 1965, 1969, 1970.
- Vainqueur de la coupe d'Autriche : 1965, 1971, 1974.